# Astrid Crabo
Astrid Crabo (* 10. Juli 1971 in Täby, geborene Astrid Lundquist) ist eine schwedische Badmintonspielerin. 

## Karriere
Astrid Crabo nahm 1996 im Mixed mit Jan-Eric Antonsson an Olympia teil. Sie verloren dabei in Runde zwei und wurden somit 9. in der Endabrechnung. Bei der Weltmeisterschaft im Jahr zuvor hatten beide noch Bronze gewonnen.

## Sportliche Erfolge
| Saison    | Veranstaltung                     | Disziplin    | Platz | Name                                                          |
| --------- | --------------------------------- | ------------ | ----- | ------------------------------------------------------------- |
| 1984/1985 | Schweden: Einzelmeisterschaft U15 | Dameneinzel  | 1     | Astrid Lundqvist (Täby BMF)                                   |
| 1986/1987 | Schweden: Einzelmeisterschaft U17 | Damendoppel  | 1     | Astrid Lundqvist / Veronica Sandberg (Täby BMF / BK Aura)     |
| 1986/1987 | Schweden: Einzelmeisterschaft U17 | Dameneinzel  | 1     | Astrid Lundqvist (Täby BMF)                                   |
| 1988      | German Juniors                    | Mixed        | 1     | Christian Ljungmark / Astrid Crabo                            |
| 1987/1988 | Schweden: Einzelmeisterschaft U19 | Mixed        | 1     | Christian Ljungmark / Astrid Crabo (Botkyrka GoIF / Täby BMF) |
| 1988/1989 | Schweden: Einzelmeisterschaft U19 | Mixed        | 1     | Rikard Gruvberg / Astrid Crabo (Bergsåker / Täby BMF)         |
| 1988/1989 | Schweden: Einzelmeisterschaft U19 | Damendoppel  | 1     | Astrid Crabo / Susann Jacobsson (Täby BMF)                    |
| 1988/1989 | Schweden: Einzelmeisterschaft U19 | Dameneinzel  | 1     | Astrid Crabo (Täby BMF)                                       |
| 1989      | Junioren-Europameisterschaft      | Damendoppel  | 3     | Astrid Crabo / Veronica Sandberg                              |
| 1990/1991 | Schweden: Einzelmeisterschaft U22 | Herrendoppel | 1     | Astrid Crabo / Susann Jacobsson (Täby BMF)                    |
| 1990/1991 | Schweden: Einzelmeisterschaft U22 | Dameneinzel  | 1     | Astrid Crabo (Täby BMF)                                       |
| 1991      | Norwegian International           | Mixed        | 1     | Jan-Eric Antonsson / Astrid Crabo                             |
| 1991/1992 | Schweden: Einzelmeisterschaft U22 | Herrendoppel | 1     | Astrid Crabo / Susann Jacobsson (Täby BMF)                    |
| 1991/1992 | Schweden: Einzelmeisterschaft U22 | Dameneinzel  | 1     | Astrid Crabo (Täby BMF)                                       |
| 1992      | Scottish Open                     | Mixed        | 1     | Jan-Eric Antonsson / Astrid Crabo                             |
| 1992      | Swiss Open                        | Mixed        | 2     | Jan-Eric Antonsson / Astrid Crabo                             |
| 1993      | Dutch Open                        | Mixed        | 1     | Jan-Eric Antonsson / Astrid Crabo                             |
| 1993      | Swiss Open                        | Mixed        | 2     | Jan-Erik Antonsson / Astrid Crabo                             |
| 1993      | Finnish International             | Mixed        | 1     | Jan-Eric Antonsson / Astrid Crabo                             |
| 1993/1994 | Schweden: Einzelmeisterschaft     | Mixed        | 1     | Jan-Eric Antonssdon / Astrid Crabo (BKC / Täby BMF)           |
| 1994      | Swiss Open                        | Mixed        | 3     | Jan-Erik Antonsson / Astrid Crabo                             |
| 1994      | Malaysia Open                     | Mixed        | 1     | Jan-Eric Antonsson / Astrid Crabo                             |
| 1994      | Scottish Open                     | Mixed        | 1     | Jan-Eric Antonsson / Astrid Crabo                             |
| 1994/1995 | Schweden: Einzelmeisterschaft     | Mixed        | 1     | Jan-Eric Antonssdon / Astrid Crabo (BKC / Täby BMF)           |
| 1995      | Swiss Open                        | Mixed        | 3     | Jan-Erik Antonsson / Astrid Crabo                             |
| 1995      | Weltmeisterschaft                 | Mixed        | 3     | Jan-Eric Antonsson / Astrid Crabo                             |
| 1995/1996 | Schweden: Einzelmeisterschaft     | Damendoppel  | 1     | Astrid Crabo / Susann Jacobsson (Täby BMF)                    |
| 1996      | Dutch Open                        | Mixed        | 1     | Jan-Eric Antonsson / Astrid Crabo                             |
| 1996      | Hungarian Open                    | Damendoppel  | 1     | Johanna Holgersson / Astrid Crabo                             |
| 1996      | Scottish Open                     | Mixed        | 1     | Jens Olsson / Astrid Crabo                                    |
| 1996      | Swiss Open                        | Mixed        | 1     | Jan-Eric Antonsson / Astrid Crabo                             |